# Fernandinho
Fernando Luiz Rosa (Londrina, Paraná, 4 de mayo de 1985), conocido como Fernandinho, es un futbolista brasileño que juega como mediocampista central o defensa central. Actualmente se encuentra sin equipo. 
Fue convocado por la selección de Brasil los campeonatos mundiales de 2014 y 2018.

## Trayectoria
Fernandinho, que actúa de centrocampista realizando labores ofensivas por la banda izquierda, es un mediocampista no tan rápido pero seguro, caracterizado principalmente por su juego fuerte y sus entradas, empezó su carrera futbolística en las categorías inferiores del Clube Atlético Paranaense. En 2002 pasa a formar parte de la primera plantilla del club. Queda subcampeón de Liga en 2004 y gana el Campeonato Paranaense en la temporada siguiente. Ese mismo año su equipo llega a la final de la Copa Libertadores de América, aunque finalmente el título se lo llevó el São Paulo FC.
A principios de 2006 se marcha a Ucrania para fichar por el Shakhtar Donetsk, equipo que realizó un desembolso económico de 7,8 millones de euros para poder traerlo. En su primer año conquista el título de Liga. En 2008 el equipo realiza una gran temporada y consigue ganar los tres títulos nacionales: Liga, Copa y Supercopa de Ucrania. En esa campaña Fernandinho es elegido como mejor jugador de la Liga premier de Ucrania.
En 2013 comienza su etapa en el Manchester City, equipo en el que continúa hasta el 2022, llegando a ser capitán.
A las órdenes de Pep Guardiola el técnico con el que vive la época de más títulos del club.

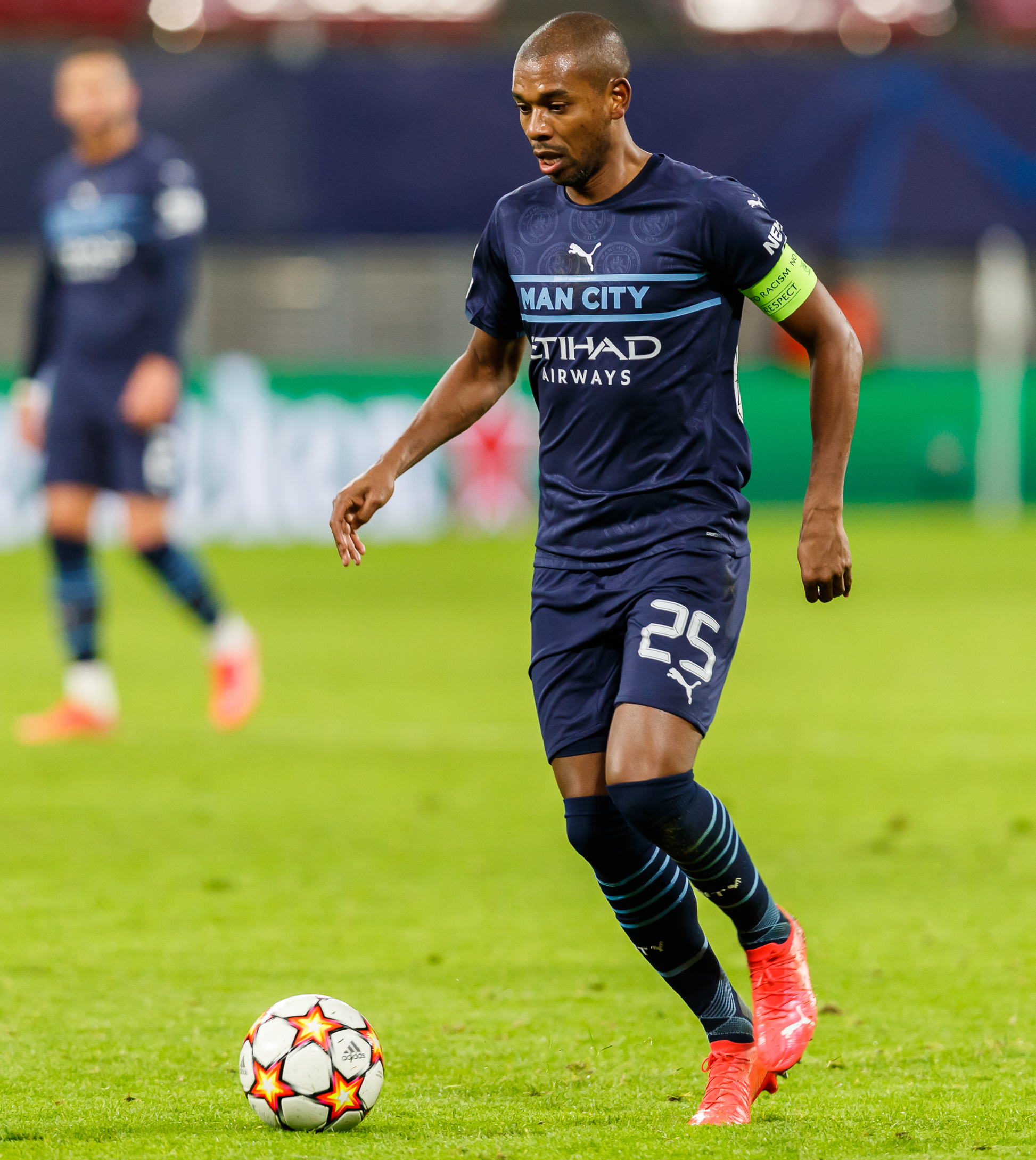
Fernandinho jugando con Manchester City en 2021.

## Selección nacional

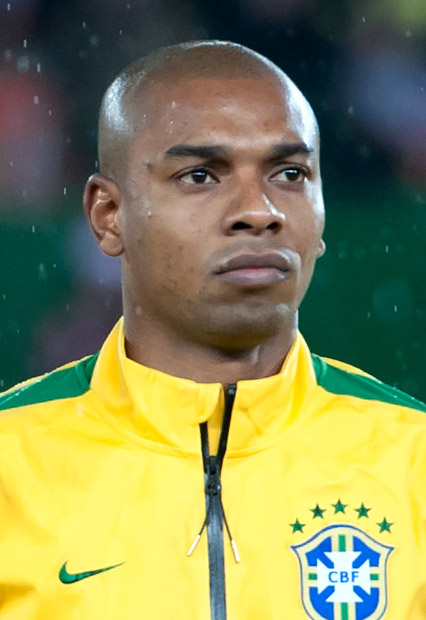
Fernandinho jugando con en 2014.

Ha sido internacional con la selección de fútbol de Brasil en una ocasión. Fue el 15 de noviembre de 2006 en el partido amistoso Suiza 1-2 Brasil.
Con las divisiones inferiores disputó la Copa Mundial de Fútbol Sub-20 en 2003. Brasil donde llegó a la final junto con España, y en ese partido Fernandinho marcó el único gol del encuentro en el minuto 87, consiguiendo así el título.
Recientemente, fue un jugador habitual en las convocatorias del entrenador Mano Menezes a la selección mayor con miras a la preparación para el mundial de 2014 que se celebró en Brasil.
El 7 de mayo de 2014, Luiz Felipe Scolari, el reemplazante de Mano Menezes, lo incluyó en la lista final de 23 jugadores que representarán a Brasil en la Copa Mundial de Fútbol de 2014.

### Participaciones en Eliminatorias al Mundial
| Eliminatorias                 | Resultado | Partidos | Goles |
| ----------------------------- | --------- | -------- | ----- |
| Eliminatorias Mundial de 2018 | 1° lugar  | 11       | 0     |

### Participaciones en Copas del Mundo
| Mundial           | Sede   | Resultado        | Partidos | Goles |
| ----------------- | ------ | ---------------- | -------- | ----- |
| Copa Mundial 2014 | Brasil | Cuarto lugar     | 5        | 1     |
| Copa Mundial 2018 | Rusia  | Cuartos de final | 5        | 0     |

### Participaciones en Copa América
| Copa              | Sede   | Resultado        | Partidos | Goles |
| ----------------- | ------ | ---------------- | -------- | ----- |
| Copa América 2015 | Chile  | Cuartos de final | 4        | 0     |
| Copa América 2019 | Brasil | Campeón          | 2        | 0     |

### Goles internacionales
| Gol | Fecha               | Sede                                          | Oponente  | Marcador | Resultado | Competición       |
| --- | ------------------- | --------------------------------------------- | --------- | -------- | --------- | ----------------- |
| 1.  | 5 de marzo de 2014  | Estadio Soccer City, Johannesburgo, Sudáfrica | Sudáfrica | 0-4      | 0-5       | Amistoso          |
| 2.  | 23 de junio de 2014 | Estadio Mané Garrincha, Brasilia, Brasil      | Camerún   | 1-0      | 4-1       | Copa Mundial 2014 |

## Estadísticas

### Clubes
Actualizado al último partido disputado el 22 de agosto de 2022.
| Club | Div           | Temporada     | Liga  | Liga  | Estatal(1) | Estatal(1) | Copas(2) | Copas(2) | Internacionales(3) | Internacionales(3) | Total | Total |
| Club | Div           | Temporada     | Part. | Goles | Part.      | Goles      | Part.    | Goles    | Part.              | Goles              | Part. | Goles |
| --- | ------------- | ------------- | ----- | ----- | ---------- | ---------- | -------- | -------- | ------------------ | ------------------ | ----- | ----- |
| Athletico Paranaense · Brasil | 1.ª           | 2002-2005     | 54    | 14    | 8          | 0          | 8        | 0        | 2                  | 0                  | 72    | 14    |
| Athletico Paranaense · Brasil | Total club    | Total club    | 54    | 14    | 8          | 0          | 8        | 0        | 2                  | 0                  | 72    | 14    |
| F. K. Shajtar Donetsk · Ucrania | 1.ª           | 2005-06       | 23    | 1     | -          | -          | 2        | 1        | 9                  | 1                  | 34    | 3     |
| F. K. Shajtar Donetsk · Ucrania | 1.ª           | 2006-07       | 25    | 1     | -          | -          | 3        | 0        | 11                 | 3                  | 39    | 4     |
| F. K. Shajtar Donetsk · Ucrania | 1.ª           | 2007-08       | 29    | 11    | -          | -          | 4        | 1        | 8                  | 0                  | 41    | 12    |
| F. K. Shajtar Donetsk · Ucrania | 1.ª           | 2008-09       | 21    | 5     | -          | -          | 4        | 0        | 17                 | 6                  | 42    | 11    |
| F. K. Shajtar Donetsk · Ucrania | 1.ª           | 2009-10       | 24    | 4     | -          | -          | 2        | 0        | 13                 | 2                  | 39    | 6     |
| F. K. Shajtar Donetsk · Ucrania | 1.ª           | 2010-11       | 15    | 3     | -          | -          | 3        | 0        | 2                  | 0                  | 20    | 3     |
| F. K. Shajtar Donetsk · Ucrania | 1.ª           | 2011-12       | 24    | 4     | -          | -          | 3        | 2        | 4                  | 0                  | 31    | 6     |
| F. K. Shajtar Donetsk · Ucrania | 1.ª           | 2012-13       | 23    | 2     | -          | -          | 5        | 3        | 8                  | 1                  | 36    | 6     |
| F. K. Shajtar Donetsk · Ucrania | Total club    | Total club    | 184   | 32    | -          | -          | 26       | 7        | 72                 | 13                 | 282   | 52    |
| Manchester City F. C. Inglaterra | 1.ª           | 2013-14       | 33    | 5     | -          | -          | 5        | 0        | 8                  | 0                  | 46    | 5     |
| Manchester City F. C. Inglaterra | 1.ª           | 2014-15       | 33    | 3     | -          | -          | 3        | 0        | 7                  | 0                  | 43    | 3     |
| Manchester City F. C. Inglaterra | 1.ª           | 2015-16       | 33    | 2     | -          | -          | 5        | 2        | 12                 | 2                  | 50    | 6     |
| Manchester City F. C. Inglaterra | 1.ª           | 2016-17       | 32    | 2     | -          | -          | 3        | 0        | 9                  | 1                  | 44    | 3     |
| Manchester City F. C. Inglaterra | 1.ª           | 2017-18       | 34    | 5     | -          | -          | 6        | 0        | 8                  | 0                  | 48    | 5     |
| Manchester City F. C. Inglaterra | 1.ª           | 2018-19       | 29    | 1     | -          | -          | 5        | 0        | 8                  | 0                  | 42    | 1     |
| Manchester City F. C. Inglaterra | 1.ª           | 2019-20       | 30    | 0     | -          | -          | 3        | 0        | 8                  | 0                  | 41    | 0     |
| Manchester City F. C. Inglaterra | 1.ª           | 2020-21       | 21    | 0     | -          | -          | 8        | 1        | 7                  | 0                  | 36    | 1     |
| Manchester City F. C. Inglaterra | 1.ª           | 2021-22       | 19    | 2     | -          | -          | 6        | 0        | 8                  | 0                  | 33    | 2     |
| Manchester City F. C. Inglaterra | Total club    | Total club    | 264   | 20    | -          | -          | 44       | 3        | 75                 | 3                  | 383   | 26    |
| Athletico Paranaense · Brasil | 1.ª           | 2022          | 13    | 1     | 0          | 0          | 2        | 0        | 5                  | 0                  | 20    | 1     |
| Athletico Paranaense · Brasil | 1.ª           | 2023          | 25    | 1     | 15         | 1          | 5        | 1        | 6                  | 1                  | 51    | 4     |
| Athletico Paranaense · Brasil | 1.ª           | 2024          | 25    | 2     | 11         | 2          | 3        | 2        | 7                  | 2                  | 46    | 8     |
| Athletico Paranaense · Brasil | Total club    | Total club    | 63    | 4     | 26         | 3          | 10       | 3        | 18                 | 3                  | 117   | 13    |
| Total carrera | Total carrera | Total carrera | 565   | 70    | 34         | 3          | 88       | 13       | 167                | 19                 | 854   | 105   |
| (1) Incluye datos del Campeonato Paranaense (2002-05). (2) Incluye datos de la Copa de Brasil (2002-05), Copa de Ucrania (2005-13), Supercopa de Ucrania (2008, 2010, 2012 y 2013) y Copa de la liga inglesa (2013/14). (3)Liga de Campeones de la UEFA (2005-12,2013/14), Liga Europea de la UEFA (2008-09, 2009-10) y Supercopa de Europa (2009). |               |               |       |       |            |            |          |          |                    |                    |       |       |

### Selecciones
Actualizado al último partido jugado el 19 de junio de 2019.
| Selección | Temporada | Amistosos | Amistosos | Amistosos | Eliminatorias | Eliminatorias | Eliminatorias | Copa América | Copa América | Copa América | Mundial | Mundial | Mundial | Total | Total | Total  |
| Selección | Temporada | Part.     | Goles     | Asist.    | Part.         | Goles         | Asist.        | Part.        | Goles        | Asist.       | Part.   | Goles   | Asist.  | Part. | Goles | Asist. |
| --------- | --------- | --------- | --------- | --------- | ------------- | ------------- | ------------- | ------------ | ------------ | ------------ | ------- | ------- | ------- | ----- | ----- | ------ |
| Brasil    |           |           |           |           |               |               |               |              |              |              |         |         |         |       |       |        |
| 2011      | 4         | 0         | 2         | -         | -             | -             | -             | -            | -            | -            | -       | -       | 4       | 0     | 2     |        |
| 2012      | 1         | 0         | 0         | -         | -             | -             | -             | -            | -            | -            | -       | -       | 1       | 0     | 0     |        |
| 2013      | -         | -         | -         | -         | -             | -             | -             | -            | -            | -            | -       | -       | 0       | 0     | 0     |        |
| 2014      | 6         | 1         | 1         | -         | -             | -             | -             | -            | -            | 5            | 1       | 0       | 11      | 2     | 1     |        |
| 2015      | 6         | 0         | 0         | 1         | 0             | 0             | 4             | 0            | 0            | -            | -       | -       | 11      | 0     | 0     |        |
| 2016      | 0         | 0         | 0         | 6         | 0             | 0             | -             | -            | -            | -            | -       | -       | 6       | 0     | 0     |        |
| 2017      | 4         | 0         | 1         | 4         | 0             | 0             | -             | -            | -            | -            | -       | -       | 8       | 0     | 1     |        |
| 2018      | 3         | 0         | 0         | -         | -             | -             | -             | -            | -            | 5            | 0       | 0       | 8       | 0     | 0     |        |
| 2019      | 2         | 0         | 0         | -         | -             | -             | 2             | 0            | 1            | -            | -       | -       | 4       | 0     | 1     |        |
| Total     | Total     | 26        | 1         | 4         | 11            | 0             | 0             | 6            | 0            | 1            | 10      | 1       | 0       | 53    | 2     | 5      |

## Palmarés

### Campeonatos regionales
| Título                | Club                 | Estado | Año  |
| --------------------- | -------------------- | ------ | ---- |
| Campeonato Paranaense | Athletico Paranaense | Paraná | 2005 |

### Campeonatos nacionales
| Título                  | Club                  | País       | Año     |
| ----------------------- | --------------------- | ---------- | ------- |
| Liga Suprema            | F. K. Shajtar Donetsk | Ucrania    | 2005-06 |
| Copa de Ucrania         | F. K. Shajtar Donetsk | Ucrania    | 2007-08 |
| Liga Suprema            | F. K. Shajtar Donetsk | Ucrania    | 2007-08 |
| Supercopa de Ucrania    | F. K. Shajtar Donetsk | Ucrania    | 2008    |
| Liga Premier de Ucrania | F. K. Shajtar Donetsk | Ucrania    | 2009-10 |
| Supercopa de Ucrania    | F. K. Shajtar Donetsk | Ucrania    | 2010    |
| Liga Premier de Ucrania | F. K. Shajtar Donetsk | Ucrania    | 2010-11 |
| Copa de Ucrania         | F. K. Shajtar Donetsk | Ucrania    | 2010-11 |
| Copa de Ucrania         | F. K. Shajtar Donetsk | Ucrania    | 2011-12 |
| Liga Premier de Ucrania | F. K. Shajtar Donetsk | Ucrania    | 2011-12 |
| Supercopa de Ucrania    | F. K. Shajtar Donetsk | Ucrania    | 2012    |
| Liga Premier de Ucrania | F. K. Shajtar Donetsk | Ucrania    | 2012-13 |
| Copa de Ucrania         | F. K. Shajtar Donetsk | Ucrania    | 2012-13 |
| Copa de la Liga         | Manchester City F. C. | Inglaterra | 2013-14 |
| Premier League          | Manchester City F. C. | Inglaterra | 2013-14 |
| Copa de la Liga         | Manchester City F. C. | Inglaterra | 2015-16 |
| Copa de la Liga         | Manchester City F. C. | Inglaterra | 2017-18 |
| Premier League          | Manchester City F. C. | Inglaterra | 2017-18 |
| Community Shield        | Manchester City F. C. | Inglaterra | 2018    |
| Copa de la Liga         | Manchester City F. C. | Inglaterra | 2018-19 |
| Premier League          | Manchester City F. C. | Inglaterra | 2018-19 |
| FA Cup                  | Manchester City F. C. | Inglaterra | 2018-19 |
| Community Shield        | Manchester City F. C. | Inglaterra | 2019    |
| Copa de la Liga         | Manchester City F. C. | Inglaterra | 2019-20 |
| Copa de la Liga         | Manchester City F. C. | Inglaterra | 2020-21 |
| Premier League          | Manchester City F. C. | Inglaterra | 2020-21 |
| Premier League          | Manchester City F. C. | Inglaterra | 2021-22 |

### Campeonatos internacionales
| Título              | Equipo (*)                 | Sede     | Año     |
| ------------------- | -------------------------- | -------- | ------- |
| Copa Mundial Sub-20 | Selección de Brasil sub-20 | EAU      | 2003    |
| Copa de la UEFA     | F. K. Shajtar Donetsk      | Estambul | 2008-09 |
| Copa América        | Selección de Brasil        | Brasil   | 2019    |

(*) Incluyendo la selección.

### Distinciones individuales
| Distinción                                        | Año  |
| ------------------------------------------------- | ---- |
| Mejor jugador del Shajtar Donetsk de la Temporada | 2008 |
| Mejor jugador de la Liga Ucraniana                | 2008 |
| PFA Team of the Year                              | 2019 |